# Сівченко Лідія Федорівна
Лідія Федорівна Сівченко (нар. 25 червня 1940) — українська радянська діячка, доярка колгоспу «Заповіт Ілліча» Черняхівського району Житомирської області. Депутат Верховної Ради СРСР 11-го скликання.

## Біографія
Освіта середня.
З 1957 року — колгосниця, з 1974 року — доярка колгоспу «Заповіт Ілліча» Черняхівського району Житомирської області.
Член КПРС з 1977 року.
Потім — на пенсії в місті Житомирі.

## Нагороди
- орден Трудової Слави І ст.
- орден Трудової Слави ІІ ст.
- орден Трудової Слави ІІІ ст.
- медалі